# Sportski Klub Jugoslavija
El Sportski Klub Jugoslavija (en serbi: CК Југославија) fou un club serbi de futbol de la ciutat de Belgrad.

## Història
El club va ser fundat el 6 d'agost de 1913 amb el nom SK Velika Srbija.
- 1913-1919 SK Velika Srbija
- 1919-1941 SK Jugoslavija
- 1941-1945 SK 1913

El club guanyà la lliga iugoslava els anys 1924 i 1925, així com la copa de 1936. L'any 1945 el club fou desfet per les noves autoritats comunistes i l'estadi i la majoria de jugadors passaren al nou club creat Estrella Roja de Belgrad.

## Palmarès
- Lliga iugoslava de futbol:
- 1924, 1925
- Lliga sèrbia de futbol:
- 1941-42
- Copa iugoslava de futbol:
- 1936
- Copa sèrbia de futbol:
- 1914

## Entrenadors
Llista no complerta d'entrenadors del SK Jugoslavija:
- Alois Machek (1913-1914)[7]
- Danilo Stojanović (1922-1923)
- Karel Bláha (1923-1926)
- Harry Lank (1927)[8]
- Jovan Ružić (1927)
- Johann Strnad (1928-1929)[9]
- Dragan Jovanović (1929-1933)
- Károly Nemes (1934)[10]
- Bane Sekulić (1934)
- Ivan Kumanudi (1935-1936)
- Franjo Giler (1937)
- Božidar Đorđević (1938)
- Gyula Feldmann (1938-1939)[11]
- Robert Lang (1939-1940)
- Mira Stevanović (1940-194?)